# لوئیس فرناندس
لوئیس فرناندس (اسپانیایی: Luis Fernández‎؛ زادهٔ ۱۴ مارس ۱۹۶۶) بازیگر، فیلم‌نامه‌نویس، کارگردان و تهیه‌کننده فیلم اهل ونزوئلا است. وی از سال ۱۹۹۲ میلادی تاکنون مشغول فعالیت بوده‌است.
از فیلم‌ها یا مجموعه‌های تلویزیونی که وی در آن‌ها نقش داشته‌است، می‌توان به دودمان و ماه سیاه اشاره نمود.